# Casino Farnese al Gianicolo
Casino Farnese al Gianicolo è un palazzo di Roma situato all'interno di Villa Aurelia, una proprietà delimitata da largo di Porta San Pancrazio, da via Garibaldi e dalla Passeggiata del Gianicolo, nel rione Trastevere. L'edificio è noto anche come Giardino Farnese e dal 1909 è proprietà dell'American Academy in Rome, che usa questo spazio per eventi e congressi.

## Storia
La proprietà attualmente nota come "Villa Aurelia" era proprietà del cardinale Girolamo Farnese, chi la fece costruire verso il 1650 "sopra una delle antiche torri della città in modo che sembrasse più una loggia che una residenza", secondo un documento conservato all'archivio di stato in Italia. 
Accanto al nuovo edificio c'era la residenza di Alessandro Farnese, il futuro papa Paolo III, che il cardinale Girolamo fece decorare con dipinti.
La "Villa Farnese", come era conosciuta all'epoca, aveva due piani: il piano terreno era composto di tre grandi stanze e molti altri recinti più piccoli, questi ultimi direttamente sopra alle Mura aureliane. Una scala a chiocciola in  peperino portava ai piani superiori: il mezzanino composto da tre sale e il piano superiore, con due grandi sale e un'altra più piccola, che si ritiene fosse l'appartamento estivo del cardinale. Delle grandi sale al piano superiore, una aveva finestre che davano sulla Basilica di San Pietro e sulla città sottostante. Accanto ai saloni c'è la galleria che dà su via Garibaldi, di fronte a Porta San Pancrazio. Aggiunte recenti sono un'ala a un piano, perpendicolare al corpo più antico e un pronao tra due lesene davanti alla porta d'ingresso. Molto importante è anche il cosiddetto Giardino Farnese: una strada fiancheggiata da cipressi conduceva a una piazza di fronte alla facciata nord (la principale), di fronte alla quale era il grande giardino all'italiana. 

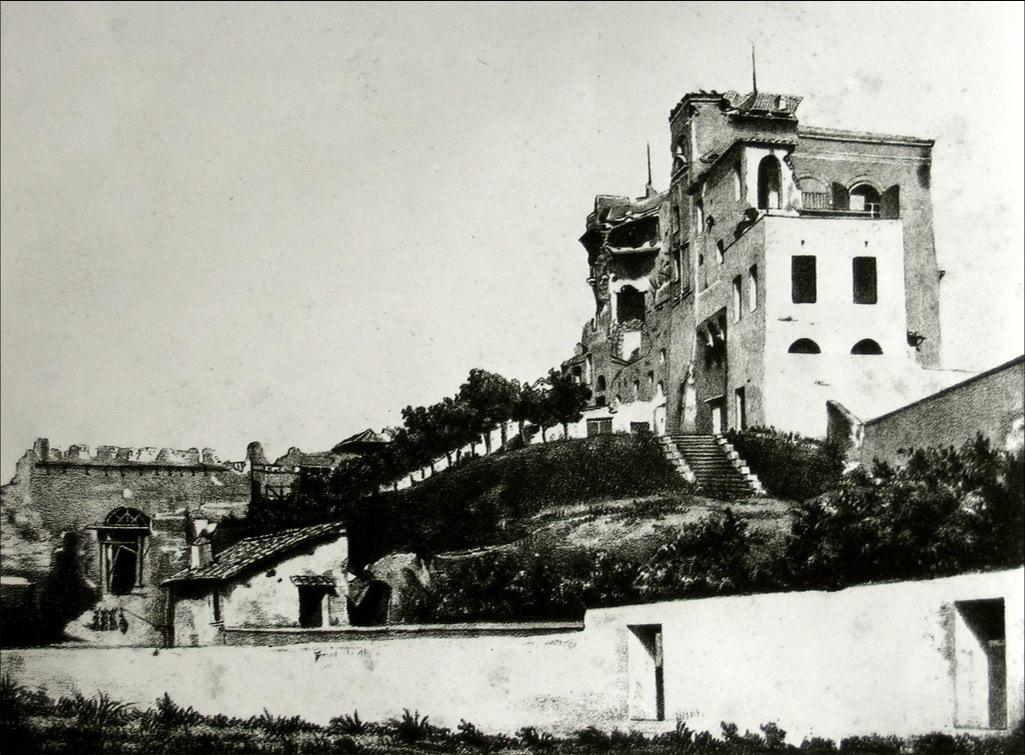
Vista del Casino semi-distrutto dopo il bombardamento francese in una litografia degli anni 1850.

La villa rimase proprietà dei Farnese di Parma fino al 1731, quando, a causa dell'estinzione della famiglia, passò ai  Borboni di Napoli, che non l'usarono, preferendo affittarlo ad ambasciatori, dignitari, cardinali.
Nel 1774 fu affittata al conte Giraud che era già proprietario del Casino Giraud e della Villa del Vascello.
Dopo la morte di Ferdinando Giraud ci fu una lunga disputa tra i suoi eredi e i Borboni sui debiti relativi all'affitto e alla conservazione della proprietà.
La disputa fu risolta nel 1841, quando la famiglia Giraud si accordò per acquistare la villa, pagando una somma molto bassa a causa del cattivo stato di conservazione della proprietà. Lo stesso anno i Giraud vendettero tutte le proprietà al conte Alessandro Savorelli (1791-1864), della famiglia Muti Papazzurri, erede di notevole fortuna e proprietario di una fabbrica di candele che trasferì alla villa. Per assecondare le operazioni, Savorelli intraprese diversi lavori per ampliare e restaurare gli edifici, grazie ai servizi dell'architetto Virginio Vespignani, autore della vicina Porta San Pancrazio, ribattezzando la proprietà "Villa Savorelli".
Nel 1849, durante l'attacco francese alla Repubblica Romana, la villa, a causa della sua posizione vantaggiosa, fu utilizzata come quartier generale da Giuseppe Garibaldi, fino alla sua distruzione quasi completa per le cannonate francesi.
Il tetto e la facciata sud furono quasi completamente distrutti ed è probabile che anche il casino di Paolo III fosse distrutto — Garibaldi spostò il quartier generale a Villa Spada, sempre al Gianicolo.  Con il ritorno del Papa a Roma, i Savorelli ripresero le loro attività commerciali e sembra che furono compensati per la distruzione. Tuttavia, la famiglia cadde in rovina e nel 1864 la villa fu venduta di nuovo, prima al Monte di Pietà e, nel 1885, a Clara Jessup Hayland, un'americana moglie di un ufficiale inglese ferito in India.  La proprietà fu ribattezzata "Villa Aurelia" e fu sottoposta a un vasto rinnovamento, compresi edifici e giardini.
Nel 1909, secondo il testamento della signora Heyland, la proprietà fu lasciata all'American Academy in Rome. 
Nello stesso periodo uno dei fondatori dell'Accademia, John Pierpont Morgan, acquistò dei terreni a sud di Porta San Pancrazio dove nel 1912 fu costruita la nuova sede dell'istituzione. Poco dopo la seconda guerra mondiale, l'Accademia iniziò una ristrutturazione della proprietà, guidata dall'architetto Bruno Zevi.
Infine, Villa Aurelia è stata restaurata dagli architetti dello Studio Einaudi, un'opera che ha rivelato anche una piccola sezione delle Mura aureliane nella sottostruttura della villa. Il progetto è iniziato nel 2000 ed è stato completato due anni dopo. Da allora Villa Aurelia è diventata sede per eventi e conferenze.